# آنتی‌بادی مونوکلونال دومیزبانه
آنتی‌بادی مونوکلونال دومیزبانه (انگلیسی: Bispecific monoclonal antibody) یا به اختصار BsMAb و BsAb، یک پروتئین انسان‌ساخت است که می‌تواند به‌طور همزمان به دو نوع مختلف آنتی‌ژن یا دو اپی‌توپ متفاوت بر روی یک آنتی‌ژن واحد متصل شود. آنتی‌بادی‌های طبیعی معمولاً فقط یک آنتی‌ژن را هدف قرار می‌دهند. آنتی‌بادی مونوکلونال دومیزبانه را می‌توان در چندین فرمت ساختاری تولید کرد. اینگونه آنتی‌بادی‌ها را می‌توان برای جذب و فعال کردن سلول‌های ایمنی، برای تداخل در سیگنال‌دهی گیرنده‌ها، غیرفعال کردن لیگاندهای سیگنال‌دهنده، و وادار کردن کمپلکس‌های پروتئینی به اتصال به یکدیگر طراحی کرد. این مولکول‌های شیمیایی برای ایمونوتراپی سرطان، دارورسانی و درمان بیماری آلزایمر مورد بررسی و پژوهش قرار گرفته‌اند.

سه نوع آنتی‌بادی دومیزبانه: آنتی‌بادی سه‌کاره، Fab متصل‌شده به روش شیمیایی و به‌کارگیرنده دومیزبانه لنفوسیت (ردیف پایین). قطعات آبی و زرد، بخش‌های هر یک از آنها را از آنتی‌بادی مونوکلونال جداگانه متمایز می‌کند.

## تاریخچه تولید و توسعه
مفهوم اولیه آنتی‌بادی مونوکلونال دومیزبانه را آلفرد نیساناف و همکارانش در دهه ۱۹۶۰ ارائه کردند که شامل نخستین گمان‌ها از ساختار آنتی‌بادی و یافته‌های دیگر بود. در سال ۱۹۷۵ با ایجاد فناوری هیبریدوما مشکل تولید آنتی‌بادی‌های خالص حل شد و عصر جدید آنتی‌بادی‌های مونوکلونال (MoAbs) فرا رسید. در سال ۱۹۸۳، سزار میلستین و «آئوگوستو کلاودیو خ. کوئِـیو» فناوری هیبرید-هیبریدوما (کوادروما) را ایجاد کردند. در سال ۱۹۸۸، قطعه متغیر تک‌زنجیره‌ای (scFv) توسط تیمی پژوهشی در هیوستون اختراع شد تا مشکلات تاخوردگی مجدد پروتئین را به حداقل برساند، که شامل جفت شدن دومِـین یا تجمع نادرست گونه‌های دو زنجیره‌ای است. در سال ۱۹۹۶، با ظهور فناوری knobs-into-holes آنتی‌بادی‌های مونوکلونال دومیزبانه توسعهٔ بیشتری یافتند.

## انواع
انواع بسیاری از آنتی‌بادی‌های مونوکلونال دومیزبانه وجود دارد، اما دو گروه اصلی آنها، شبه IgG و غیر IgG هستند.. انواع اصلی روش‌های ساخت این آنتی‌بادی‌ها، شامل کوادروما، کونژوگاسیون شیمیایی و نوترکیبی ژنی هستند و هر روش نتیجهٔ منحصربه‌فردی دارد.